# 데이비드 펠프스 (야구 선수)
데이비드 에드워드 펠프스(David Edward Phelps, 1986년 10월 9일 ~ )는 미국의 야구 선수로, 2015년 현재 메이저 리그 토론토 블루제이스의 선수이다.